# Famauwaali
Famauwaali (auch: Famau Uali, Isola Famauali, Isolotto Famauali) ist eine kleine Insel von Somalia. Sie gehört politisch zu Jubaland und geographisch zu den Bajuni-Inseln, einer Kette von Koralleninseln (Barriereinseln), welche sich von Kismaayo im Norden über 100 Kilometer bis zum Raas Kaambooni nahe der kenianischen Grenze erstreckt.

## Geographie
Die Insel liegt im südlichsten Bereich der Bajuni-Inseln, welcher eher durch verschiedene Kaps (Ras) gegliedert ist. Raas Kaambooni liegt nur etwa zwei Kilometer weiter südlich.
Im Norden ist Umfaali die nächste Inselgruppe.

## Klima
Das Klima ist tropisch feucht-heißes Monsunklima.